# Paul Deschanel

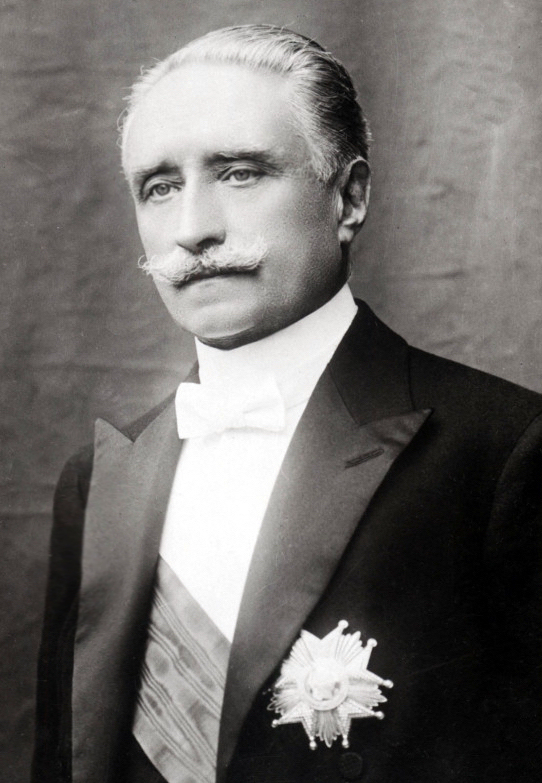
Paul Deschanel, 11. Präsident der Dritten Republik

Paul Deschanel (* 13. Februar 1855 in Schaerbeek/Schaarbeek bei Brüssel; † 28. April 1922 in Paris) war ein französischer Politiker (ARD), Senator und von Februar bis September 1920 Staatspräsident der Dritten Republik.

## Leben
Paul Deschanel war der Sohn des Politikers und Schriftstellers Émile Deschanel. Seit 1876 Unterpräfekt in Brest, erklomm er rasch die politische Karriereleiter und war seit 1885 republikanischer Abgeordneter für das Département Eure-et-Loir. 1896 wurde er Vizepräsident des Abgeordnetenhauses, 1898 bis 1902 und nochmals von 1912 bis 1920 Präsident der Abgeordnetenkammer. Seit 1901 war er mit Germaine Deschanel (1876–1959) verheiratet. Das Ehepaar hatte drei Kinder: Renée Antoinette Deschanel (1902–1977), Jean Deschanel (1904–1963) und Louis-Paul Deschanel (1909–1939).
Deschanel war Teilnehmer der Friedensverhandlungen zum Versailler Vertrag. Er war ein Gegner eines schnellen Friedensschlusses und hielt die Beschlüsse als zu nachgiebig gegen das Deutsche Reich. Von ihm sind, gefragt nach dem Ausgang der Verhandlungen, die Worte überliefert:

„Wir haben gerade den zweiten Weltkrieg unterzeichnet.“

1920 setzte er sich bei der Wahl zum Staatspräsidenten als Nachfolger von Raymond Poincaré gegen Georges Clemenceau durch. Deschanel amtierte vom 17. Februar bis 21. September 1920 und war der einzige französische Präsident, der zuvor kein Ministeramt innegehabt hatte.
Am 23. Mai 1920 fiel er bei dem Versuch, ein Schiebefenster seines Zugabteils zu schließen, aus dem Zug. Zu seinem Glück fuhr der Zug zu diesem Zeitpunkt langsam und er landete im Gras. Er wurde später von André Radeau gefunden.
Sehr bald nach Amtsantritt zeigten sich mentale Probleme und Zeichen von seniler Demenz. Er musste dem Ministerpräsidenten Alexandre Millerand weichen, wurde aber Senator und starb zwei Jahre später an Lungenentzündung. Der Deschanel Peak, ein Berg im Grahamland auf der Antarktischen Halbinsel, trägt seinen Namen.
1919 wurde er zum assoziierten Mitglied der Académie royale des Sciences, des Lettres et des Beaux-Arts de Belgique gewählt.